# كالوم مونتجومري
كالوم مونتجومري هو لاعب كرة قدم كندي في مركز الدفاع، ولد في 14 مايو 1997 في نانيامو إي في كندا. لعب مع نادي دالاس ونادي سان أنطونيو.

## وصلات خارجية
- كالوم مونتجومري على موقع الدوري الأمريكي (الإنجليزية)
- كالوم مونتجومري على موقع قاعدة بيانات كرة القدم.إي يو (الإنجليزية)
- كالوم مونتجومري على موقع Soccerway.com (الإنجليزية)